# Янніс Беккер
Я́нніс Бе́ккер (нім. Jannis Bäcker, 1 січня 1985, Гольцвіккеде) — німецький бобслеїст, розганяючий, виступає за збірну Німеччини з 2008 року. Чемпіон світу, бронзовий призер чемпіонату Європи, учасник зимових Олімпійських ігор у Сочі. До бобслею займався легкою атлетикою. Поза спортом є військовослужбовцем, солдат Бундесверу.

На зимових олімпійських іграх у Сочі його двійка фінішувала восьмою, а четвірка десятою.